# Buszówkowate
Buszówkowate (Acanthizidae) – rodzina ptaków z podrzędu śpiewających (Oscines) w obrębie rzędu wróblowych (Passeriformes).

## Zasięg występowania
Rodzina obejmuje około siedemdziesięciu gatunków ptaków, występujących w większości w Australii i na Nowej Gwinei. Kilka gatunków zamieszkuje pozostałe wyspy Archipelagu Malajskiego i południowego Pacyfiku (w tym Nową Zelandię), a jeden z nich także Półwysep Malajski i południowy Wietnam.

## Charakterystyka
Są to małe ptaki owadożerne, o skromnym, nierzucającym się w oczy upierzeniu. Z tego powodu są trudne w identyfikacji.

## Systematyka
Systematyka buszówkowatych podlegała wielu zmianom, zaliczano je do różnych rodzin ptaków w rzędzie wróblowych, a także wydzielano osobną rodzinę dla tej grupy ptaków. Do dzisiaj nie ma pełnej zgody wśród badaczy na temat miejsca, jakie buszówkowate powinny zajmować w systematyce.

## Podział systematyczny
Do rodziny zaliczane są następujące podrodziny:
- Pachycareinae Schodde & Christidis, 2014 – złotoliczki
- Acanthizinae Bonaparte, 1854 – buszówki